# Martinas Geben
Martinas Geben (Vilnius, 20 ottobre 1994) è un cestista lituano.

## Carriera
Con la Lituania ha disputato le Universiadi di Taipei 2017.

## Palmarès
- Campionato lituano: 2

Žalgiris Kaunas: 2019-20, 2020-21
- Coppa di Lituania: 2

Žalgiris Kaunas: 2019-20, 2020-21